# 1113 Katja
1113 Katja је астероид главног астероидног појаса. Приближан пречник астероида је 38,50 ,
а средња удаљеност астероида од Сунца износи 3,105 астрономских јединица (АЈ).
Инклинација (нагиб) орбите у односу на раван еклиптике је 13,307 степени, а орбитални период износи 1998,978 дана (5,472 година). Ексцентрицитет орбите астероида износи 0,145.
Апсолутна магнитуда астероида износи 9,40 а геометријски албедо 0,207.
Астероид је откривен 15. августа 1928. године.